# Molophilus myersi
Molophilus myersi är en tvåvingeart som beskrevs av Alexander 1925. Molophilus myersi ingår i släktet Molophilus och familjen småharkrankar. Inga underarter finns listade i Catalogue of Life.